# John Wereat

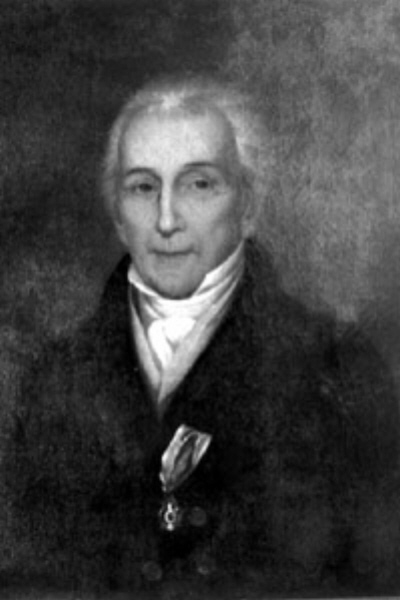
John Wereat

John Wereat (* um 1733 in Somerset, England; † 25. Januar 1799 auf seiner Plantage im Bryan County, Georgia) war ein englisch-amerikanischer Politiker und von 1779 bis 1780 Gouverneur von Georgia.

## Lebenslauf
Wereat wuchs in England auf und wanderte 1759 in die damalige britische Kolonie Georgia aus. Dort wurde er ein erfolgreicher Händler und Pflanzer. Während des Amerikanischen Unabhängigkeitskrieges vertrat er Georgias Interessen gegenüber dem Kontinentalkongress. 1779 war er de facto Gouverneur von Georgia, als die eigentliche Regierung unter Gouverneur John Houstoun vor den Briten geflohen war, die Savannah und weitere Teile des Landes besetzt hielten. 1780 wurde er von den Briten gefangen genommen und für ein Jahr in Charleston, South Carolina, inhaftiert. Zwischen 1782 und 1793 half er beim Wiederaufbau des Staates. Dabei ging es unter anderem um die Behebung der Kriegsfolgen und den finanziellen und wirtschaftlichen Neuanfang. 1787 war er Vorsitzender des Konvents, der für Georgia die US-Verfassung ratifizierte. 1790 bis 1793 vertrat er Georgia bei Verhandlungen mit der Bundesregierung zur Klärung von Ansprüchen, die noch aus der Kriegszeit herrührten. 1795/96 beteiligte er sich am Kampf gegen den sogenannten Yazoo-Land-Skandal, der sich unter der Regierung von Gouverneur George Mathews zugetragen hatte. Wereat starb 1799 auf seiner Plantage im Bryan County.